# لياندرو مارين
لياندرو مارين (بالإسبانية: Leandro Marín)‏ (22 يناير 1992 في الأرجنتين - ) هو لاعب كرة قدم أرجنتيني في مركز الظهير. شارك مع منتخب الأرجنتين تحت 17 سنة لكرة القدم. أما مع النوادي، فقد لعب مع بوكا جونيورز وتيغري.

## وصلات خارجية
- لياندرو مارين على موقع الاتحاد الدولي (مؤرشف)  (الإنجليزية)
- لياندرو مارين على موقع قاعدة بيانات كرة القدم.إي يو (الإنجليزية)
- لياندرو مارين على موقع Soccerway.com (الإنجليزية)
- لياندرو مارين على موقع AS.com (الإسبانية)